# Hrabstwo Park (Wyoming)
Hrabstwo Park (ang. Park County) – hrabstwo w stanie Wyoming w Stanach Zjednoczonych. Obszar całkowity hrabstwa obejmuje powierzchnię 6968,51 mil² (18 048,36 km²). Według szacunków United States Census Bureau w roku 2009 miało 27 976 mieszkańców. Jego siedzibą administracyjną jest Cody.
Hrabstwo powstało w 1909 roku. Jego nazwa pochodzi od Parku Narodowego Yellowstone.

## Miasta
- Cody
- Meeteetse
- Powell

## CDP
- Garland
- Mammoth
- Ralston